# Goszczyn (gmina)
Goszczyn (do 1954 gmina Rykały) – gmina wiejska w województwie mazowieckim, w powiecie grójeckim. W latach 1975–1998 gmina położona była w województwie radomskim.
Siedziba gminy to Goszczyn.
Według danych GUS z 31 grudnia 2014 gminę zamieszkiwało 2971 osób. Według danych z 31 grudnia 2019 roku gminę zamieszkiwało tyle samo osób.

## Geografia

### Ukształtowanie terenu
Gmina Goszczyn jest położona na wysoczyźnie Rawskiej, będącej lekko pofalowaną wysoczyzną polodowcową. Wysoczyzna ta ograniczona jest od południa Doliną Pilicy, na wschodzie natomiast doliną Kraski – Jeziorki, gdzie przechodzi łagodniej w bardziej wyrównaną i obniżoną równinę warszawską. Obszar ten charakteryzuje się niską lesistością oraz brakiem naturalnych zbiorników wodnych. Przez teren gminy Goszczyn przepływa rzeka Dylówka, która stanowi lewostronny dopływ Pilicy, do której wpada w połączeniu z rzeką Borówką jako rzeka Rykolanka.

### Struktura powierzchni
Według danych z roku 2002 gmina Goszczyn ma obszar 56,99 km², w tym:
- użytki rolne: 92%
- użytki leśne: 3%

Gmina stanowi 4,12% powierzchni powiatu.

## Demografia

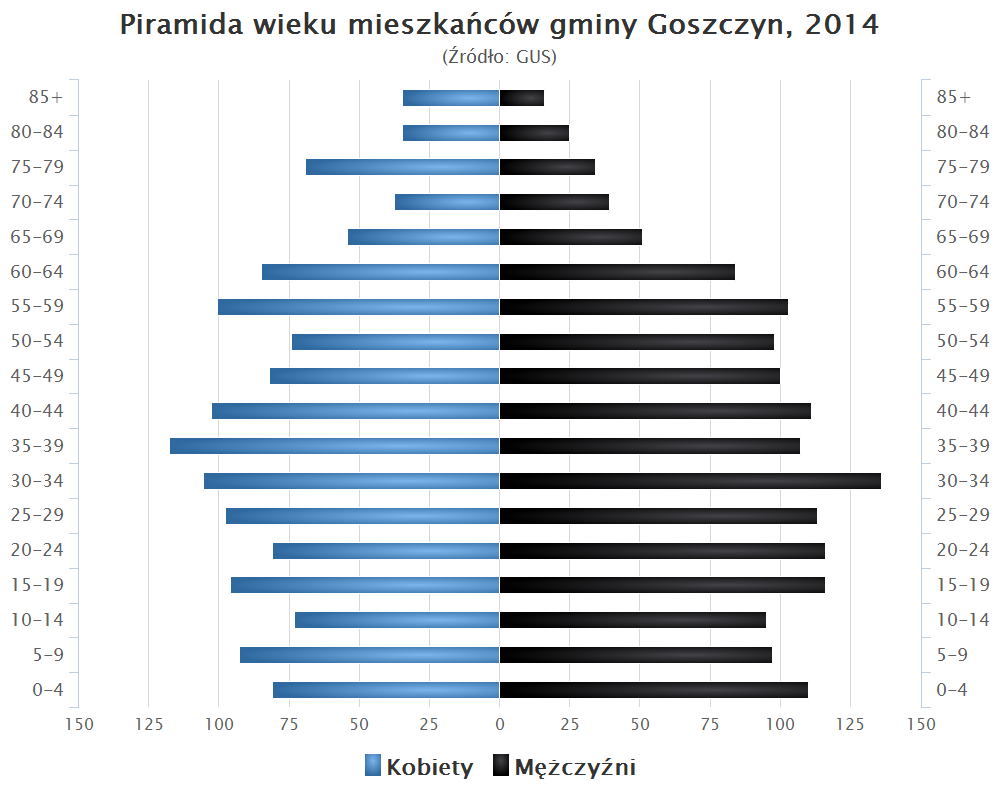
Piramida wieku mieszkańców gminy Goszczyn w 2014 roku

Dane z 31 grudnia 2014:
| Opis                              | Ogółem | Ogółem | Kobiety | Kobiety | Mężczyźni | Mężczyźni |
| --------------------------------- | ------ | ------ | ------- | ------- | --------- | --------- |
| jednostka                         | osób   | %      | osób    | %       | osób      | %         |
| populacja                         | 2971   | 100    | 1418    | 47,7    | 1553      | 52,3      |
| gęstość zaludnienia (mieszk./km²) | 52,1   | 52,1   | 24,9    | 24,9    | 27,2      | 27,2      |

## Administracja

### Władze gminy
- Wójt: Waldemar Kopczyński
- Sekretarz: Jadwiga Strączewska
- Skarbnik:  Małgorzata Chojecka

### Rada gminy
Przewodniczący rady gminy: Piotr Sijka

## Samorządowe jednostki organizacyjne gminy
- Gminna Biblioteka Publiczna
- Gminny Ośrodek Pomocy Społecznej
- Samodzielny Publiczny Zakład Opieki Zdrowotnej
- Publiczna Szkoła Podstawowa w Goszczynie
- Publiczna Szkoła Podstawowa w Sielcu
- Publiczna Szkoła Podstawowa w Bądkowie
- Przedszkole w Sielcu
- Klub Dziecięcy "Kubuś Puchatek" w Bądkowie

## Transport
Przez teren gminy przebiega droga krajowa nr 7 Gdańsk – Warszawa – Kraków – Chyżne.
Transport mieszkańcom Gminy Goszczyn zapewnia firma PKS Grójec – do m.in. Białobrzegów, Grójca, Radomia i Warszawy.

## Sport
Od 2002 roku na terenie gminy Goszczyn działa Uczniowski Klub Sportowy „GOSZCZYN”, którego celem jest popularyzacja sportu oraz aktywnego wypoczynku wśród mieszkańców. Klub organizuje zajęcia z różnych dyscyplin sportu, zawody i festyny, oraz wycieczki krajowe i zagraniczne. Zawodnicy systematycznie odnoszą sukcesy w prestiżowych zawodach sportowych na szczeblu powiatowym, wojewódzkim i krajowym.
Sekcje:

- Piłka nożna
- Piłka ręczna
- Siatkówka
- Lekkoatletyka
- Koszykówka
- Tenis stołowy
- Unihokej
- Ringo

## Ciekawe miejsca
- Kościół parafialny pod wezwaniem św. Michała Archanioła w Goszczynie
- Cmentarz parafialny
- Bezstylowy, dziewiętnastowieczny budynek dawnej karczmy, obecnie siedziba Urzędu Gminy.
- Dwór w Sielcu[8]
- Dwór w Tąkielach[8]
- Dąb szypułkowy w wieku ok. 350 lat w parku dworskim w Sielcu (pomnik przyrody)
- Pomnik w Goszczynie (1945) upamiętniający powieszonych przez Niemców mieszkańców w 1942 roku.

## Jednostki OSP
Na terenie gminy Goszczyn działa sześć jednostek ochotniczej straży pożarnej:

- OSP Goszczyn - należy do systemu ratownictwa krajowego
- OSP Długowola
- OSP Bądków
- OSP Olszew - przy jednostce, od 1972 działa strażacka orkiestra dęta
- OSP Sielec
- OSP Józefów

## Sołectwa
Bądków, Długowola, Goszczyn, Jakubów, Józefów, Kolonia Bądków, Modrzewina, Nowa Długowola, Olszew, Romanów, Sielec.

## Sąsiednie gminy
Belsk Duży, Jasieniec, Mogielnica, Promna